# Penstemon heterophyllus
Penstemon heterophyllus är en grobladsväxtart som beskrevs av John Lindley. Penstemon heterophyllus ingår i släktet penstemoner, och familjen grobladsväxter.

## Underarter
Arten delas in i följande underarter:
- P. h. australis
- P. h. heterophyllus
- P. h. purdyi

## Bildgalleri

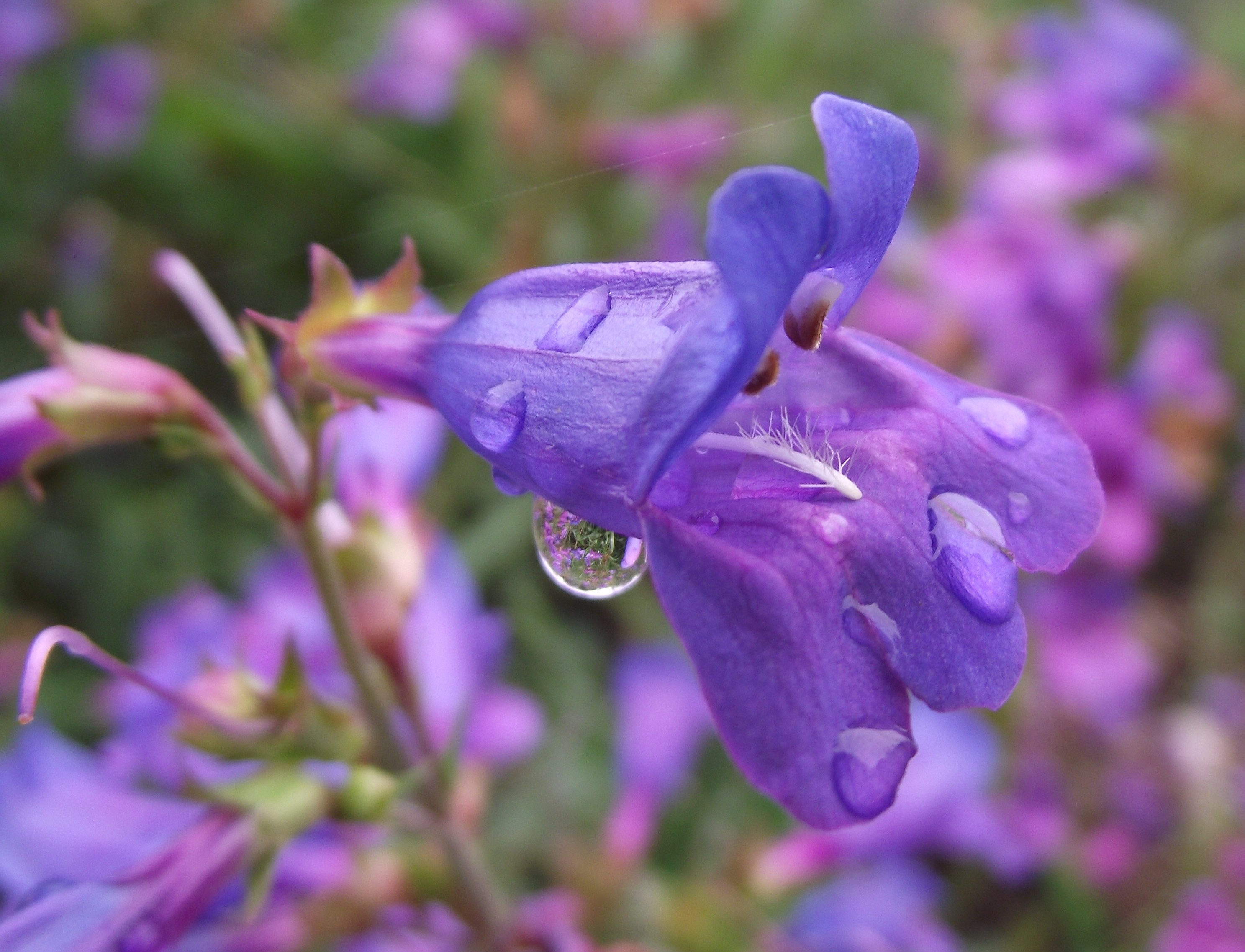
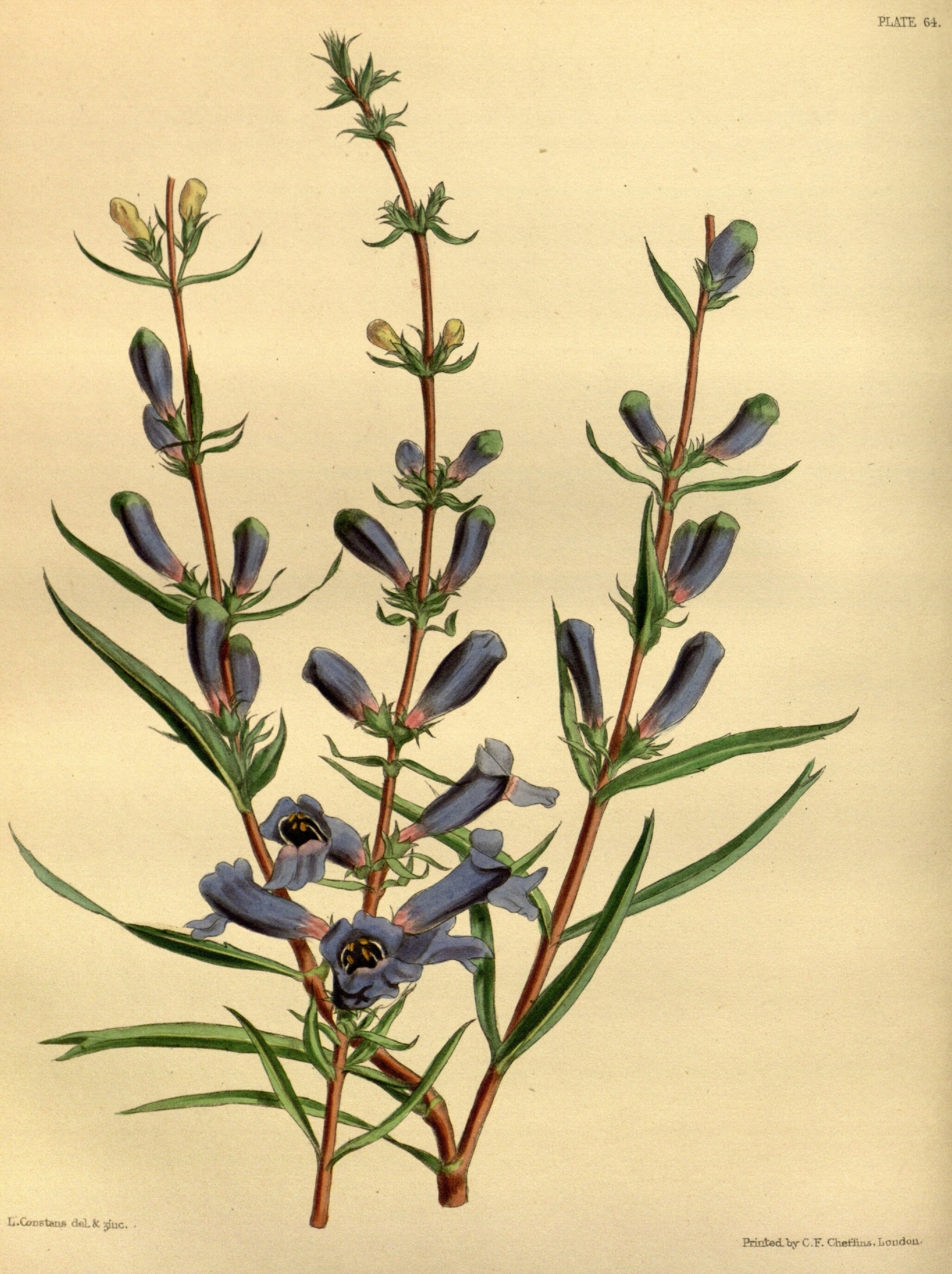
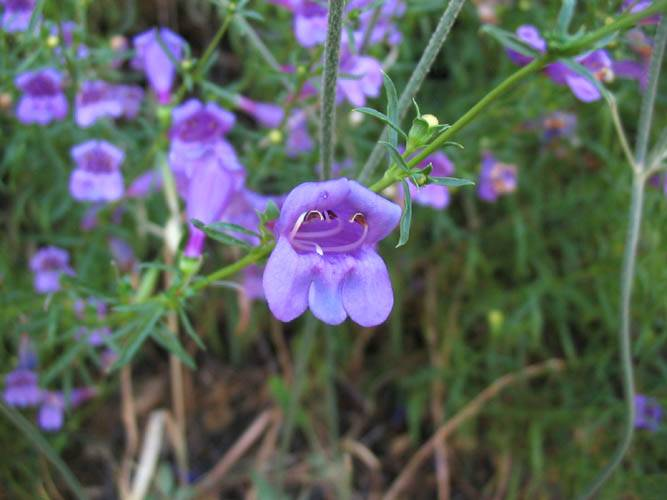
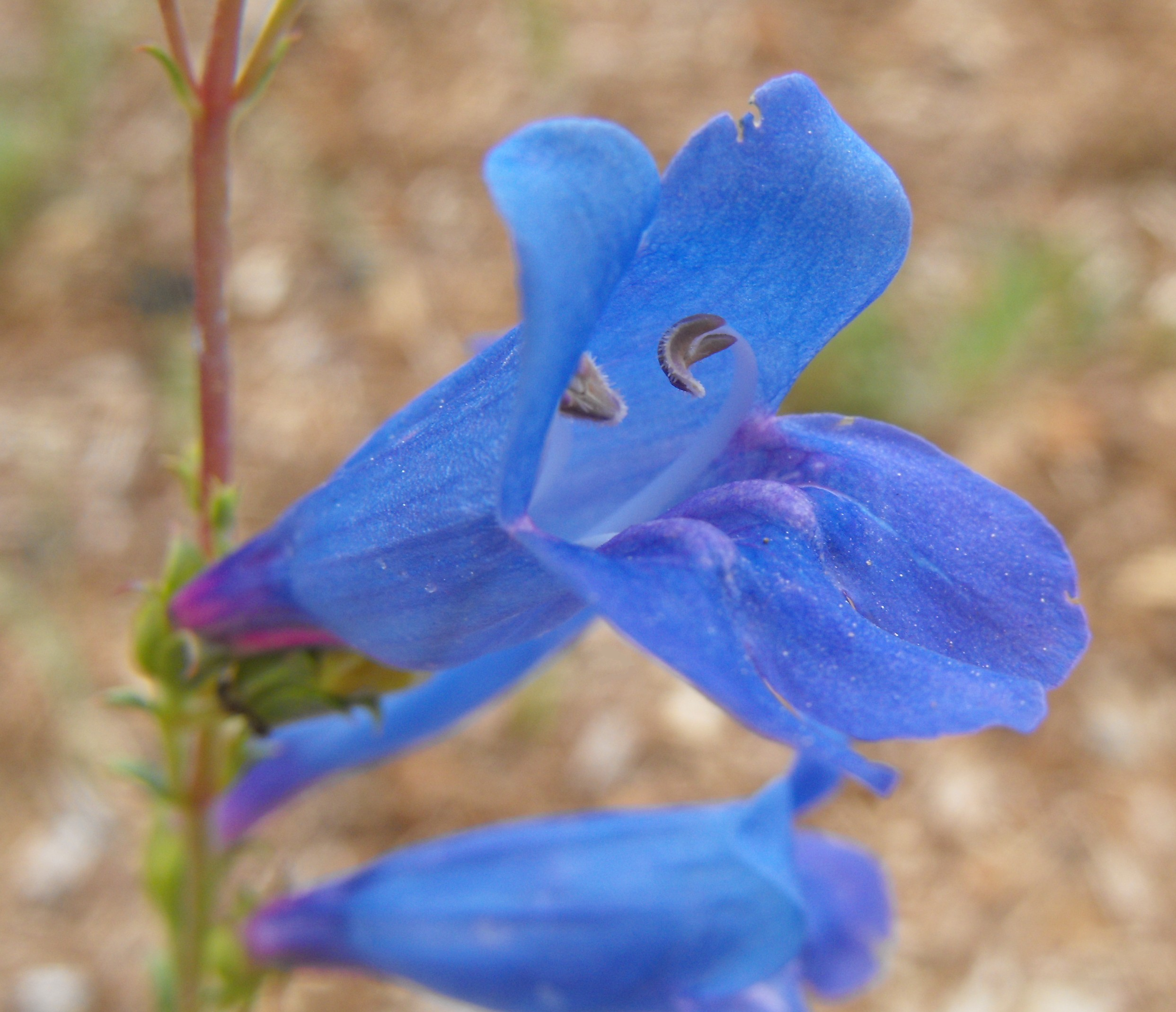